# Candy Reynolds
Candy Reynolds (Knoxville, 24 de março de 1955) é uma ex-tenista profissional estadunidense.

## Grand Slam finais

### Duplas: 4 (1 título, 3 vices)
| Posição | Data | Torneio       | Parceira         | Oponentes                       | Placar        |
| Vice    | 1981 | Roland Garros | Paula Smith      | Tanya Harford Rosalyn Fairbank  | 6–1, 6–3      |
| Campeã  | 1983 | Roland Garros | Rosalyn Fairbank | Kathy Jordan Anne Smith         | 5–7, 7–5, 6–2 |
| Vice    | 1983 | U.S. Open     | Rosalyn Fairbank | Martina Navratilova Pam Shriver | 6–7, 6–1, 6–3 |